# Război spațial
Războiul spațial este lupta dintre combatanți în afara atmosferei, în spațiul cosmic. Război spațial include conflicte sol-spațiu, ca atacarea sateliților de pe Pământ sau chiar conflicte spațiu-spațiu, ca atacarea sateliților de catre sateliți. În viitor, s-ar putea să apară și tipul de conflict spațiu-sol.